# Resident Evil Requiem
Resident Evil Requiem (укр. Оселя зла: Реквієм) — майбутня гра в жанрі survival horror, що розробляється та буде видана компанією Capcom. Це одинадцята основна гра в серії Resident Evil, після Resident Evil Village (2021).
Гра була анонсована на Summer Game Fest 2025. У ній фігурує нова головна героїня, агент ФБР Ґрейс Ешкрофт, яку відправляють розслідувати таємничі випадки смертей у готелі, де за 8 років до цього загинула її матір. Реліз заплановано на 27 лютого 2026 року для PlayStation 5, Windows та Xbox Series X/S.

## Розроблення
Як частина багаторічної стратегії Capcom, Requiem розробляється паралельно з кількома іншими іграми серії Resident Evil, із загальною метою випуску по грі кожні 2,5 роки, а за можливості й щорічно. Спочатку планувалося, що вона вийде наприкінці 2023 фінансового року, і на це натякала великодка в Resident Evil Village, але згодом реліз було перенесено на 2024 фінансовий рік. У 2022 році розробники ще не визначилися, чи будуть майбутні ігри з видом від першої чи третьої особи.
1 липня 2024 року на презентації Capcom Showcase стало відомо, що наступна частина Resident Evil перебуває в розробці під керівництвом режисера Коші Наканіші. Її назва відповідає прийнятій із Resident Evil 7: Biohazard традиції надавати перевагу іменам, а не цифрам, через маркетингові побоювання, що дедалі більша кількість ігор у франшизі відлякуватиме нових гравців. Гра була анонсована на Summer Game Fest 2025 6 червня 2025 року, а її реліз запланований на 27 лютого 2026 року. Кадри анонсного трейлера також демонструють залишки Раккун-Сіті, після його знищення під час подій гри Resident Evil 3: Nemesis, що вийшла у 1999 році (її ремейк вийшов 2020 року).